# Hatiora × graeseri
Hatiora × graeseri es una especie de planta suculenta perteneciente a la familia de las Cactáceas. Es un híbrido entre Hatiora gaertneri y Hatiora rosea. 
Es una planta perenne, carnosa, con hojas aplanadas y con las flores de color rosa, rojo, naranja, salmón o blanco. Se la conoce como "cactus de pascua". 

## Taxonomía
Hatiora × graeseri fue descrita por Lem.) Britton & Rose y publicado en Bradleya; Yearbook of the British Cactus and Succulent Society 5: 100. 1987.
Etimología
Hatiora: nombre genérico otorgado en honor del  matemático, astrónomo y explorador inglés Thomas Hariot (1560-1621), en forma de un anagrama de su nombre.
graeseri epíteto
Sinonimia
- Rhipsaphyllopsis graeseri Werderm.[2]